# Пирати са Кариба: На крају света
Пирати са Кариба: На крају света (енгл. Pirates of the Caribbean: At World's End) је амерички фантастично-авантуристички филм из 2007. године, режисера Гора Вербинског, према сценарију који су написали Тед Елиот и Тери Росио, док је продуцент филма био Џери Брукхајмер. Директан је наставак филма Пирати са Кариба: Тајна шкриње (2006) и треће је остварење у серијалу Пирати са Кариба. Главне улоге у филму тумаче Џони Деп, Орландо Блум, Кира Најтли, Чау Јун-Фат, Џефри Раш, Бил Нај, Наоми Харис, Том Холандер, Стелан Скарсгорд, Џек Давенпорт и Џонатан Прајс. Филм прати Вила Тарнера, Елизабет Свон, Хектора Барбосу и посаду Црног бисера, док они покушавају да спасу Џека Спароуа из Ормарића Дејвија Џоунса. У исто време се припремају за борбу против Источноиндијске компаније, коју предводи лорд Катлер Бекет, који контролише Дејвија Џоунса и планира да истреби пирате заувек.
Два наставка филма Пирати са Кариба: Проклетство Црног бисера су осмишљена 2004, када су Елиот и Росио развили јединствену причу која би се протезала кроз оба филма. Филм је сниман током 2005. и 2006. године, у почетку истовремено са филмом Тајна шкриње. Са продукцијским буџетом од 300 милиона долара био је најскупљи филм икада снимљен у време изласка.
Walt Disney Pictures је дистрибуирао филм у америчке биоскопе 25. маја 2007. године. Филм је наишао на помешане реакције; похваљена је глума, режија, музика, акционе сцене, хумор и специјални ефекти, али критикована је радња, развој ликова и време трајања. Упркос томе, ово је био филм са највећом зарадом из 2007. године, зарадивши преко 960 милиона долара широм света. На 80. додели Оскара, био је номинован у категоријама за најбољу шминку и најбоље визуелне ефекте, али је изгубио од филмова Живот у ружичастом и Златни компас. Наставак, Пирати са Кариба: На чудним плимама, изашао је 2011. године.

## Радња
Сада држећи океане под својом контролом, лорд Катлер Бекет врши погубљења свакога ко је повезан са гусарењем у Порт Ројалу и наређује Дејвију Џоунсу да уништи све пиратске бродове. Осуђени затвореници певају Hoist the Colours како би приморали девет пиратских господара из целог света да се окупе у Бродоломној ували како би одржали Братски суд и одговорили на претњу коју Бекет представља. Пошто пиратски господар Џек Спароу никада није именовао свог наследника пре него што је одвучен у Ормарић Дејвија Џоунса, Хектор Барбоса, Вил Тарнер, Елизабет Свон, Тија Далма и преживела посада Црног бисера праве план да га спасу. У Сингапуру, посада се сусреће са пиратским господаром Сао Фенгом, који поседује навигационе карте до Ормарића, пре него што их нападне Британска источноиндијска компанија. Током битке, Вил потајно обећава да ће дати Џека Фенгу у замену за Црни бисер, намеравајући да га искористи да спасе свог оца Бутстрап Била Тарнера са Летећег Холанђанина.
Посада одлази у Ормарић, спасава Џека и враћа Црни бисер. Док одлазе, наилазе на чамце са мртвим душама, укључујући Елизабетиног оца, гувернера Свона, кога је погубио Бекет. Богиња Калипса је задужила Дејвија Џоунса да води душе оних који су умрли на мору у загробни свет; сваких десет година могао је да изађе на обалу да би био са женом коју је волео, али након што његова драга никада није дошла да га дочека, Џоунс је изопачио своју сврху и проклео себе да постане чудовиште. Ко год убије Џоунса, пробадајући његово срце одвојено од тела, мора да постане капетан Холанђанина.
Враћајући се у свет живих, Црни бисер пристаје на једном острву да пронађе свежу воду, али посаду нападају Сао Фенг и Бекетови људи. Док Џек потајно преговара о слободи са Бекетом, Елизабет је предата Фенгу, који верује да је она Калипса, док остатак посаде креће у Бродоломну увалу на Црном бисеру. Џек баца Вила са брода као део плана да преузме контролу над Холанђанином. Сао Фенг открива Елизабет да је први Братски суд заробио Калипсу у људском облику након што ју је њен љубавник, Дејви Џоунс, издао; Фенг планира да је ослободи како би победио Бекета. Фенг је рањен у Џоунсовом нападу и поставља Елизабет за своју наследницу на месту пиратског господара пре него што подлегне ранама. Елизабет и посада су заробљени на Холанђанину, где она проналази Бутстрап Била како подлеже Холанђаниновој клетви. Адмирал Џејмс Норингтон ослобађа Елизабет и њену посаду са Холанђанина, али га убија полудели Бутстрап Бил.
Бекет спасава Вила и обавештава Џоунса о Џековом бекству из Ормарића, том приликом сазнајући да је Џоунс омогућио првом Братском суду да затвори Калипсу, за коју се открива да је Тија Далма. Црни бисер стиже у Бродолмну увалу, где Барбоса покушава да убеди Братски суд да ослободи Калипсу, док Елизабет захтева да се супротставе Бекету. Чувар кодекса, капетан Тиг, обавештава суд да само изабрани краљ пирата може да објави рат. Да би избегао пат-позицију, Џек гласа за Елизабет, која је проглашена краљем. Елизабет, Џек, Барбоса, Бекет, Џоунс и Вил се састају, размењујући Вила за Џека. Барбоса ослобађа Калипсу, али када јој Вил открије Џоунсову издају, она нестаје и призива вртлог, одбијајући да помогне било којој страни.
Црни бисер започиње битку са Холанђанином у вртлогу. Током битке, Барбоса као капетан венчава Елизабет и Вила. На Холанђанину, Џек и Џоунс се боре за контролу Џоунсовог срца. Након што Џоунс смртно рани Вила, Џек помаже Вилу да убоде нож у срце, убијајући Џоунса. Џек и Елизабет беже са Холанђанина, који тоне у вртлог. Док се Бекетов брод, Ендевор, обрачунава са Црним бисером, Холанђанин се диже из мора, сада под капетаном Вилом и његовом посадом ослобођеном Џоунсове клетве. Два пиратска брода уништавају Ендевор, убијајући Бекета, док се његова армада повлачи. Пошто је Вил обавезан да води душе изгубљене на мору у загробни свет, он и Елизабет се опраштају једно од другог. Вил одлази на Холанђанина, остављајући Елизабет трудну и са шкрињом у којој се налази његово срце. Барбоса поново краде Црни бисер да би пронашао Фонтану младости, али открива да је Џек украо Фенгове карте. Џек полази из Тортуге малим чамцем да пронађе фонтану.
У сцени после одјавне шпице, десет година касније, Елизабет и њен син гледају како се Вил враћа на Холанђанину.

## Улоге
| Глумац           | Улога                   |
| ---------------- | ----------------------- |
| Џони Деп         | капетан Џек Спароу      |
| Џефри Раш        | капетан Хектор Барбоса  |
| Орландо Блум     | Вилијам „Вил” Тарнер    |
| Кира Најтли      | Елизабет Свон           |
| Џек Давенпорт    | адмирал Џејмс Норингтон |
| Бил Нај          | Дејви Џоунс             |
| Џонатан Прајс    | гувернер Ведерби Свон   |
| Кевин Макнали    | Џошами Гибс             |
| Ли Аренберг      | Пинтел                  |
| Макензи Крук     | Рагети                  |
| Дејвид Бејли     | Котон                   |
| Стелан Скарсгорд | „Бутстрап” Бил Тарнер   |
| Том Холандер     | лорд Катлер Бекет       |
| Наоми Харис      | Тија Далма / Калипса    |
| Мартин Клеба     | Марти                   |
| Чау Јун-Фат      | капетан Сао Фенг        |
| Гасан Масуд      | капетан Аманд           |
| Кит Ричардс      | Едвард Тиг              |